# Mariä-Himmelfahrt-Kirche (Toljatti)

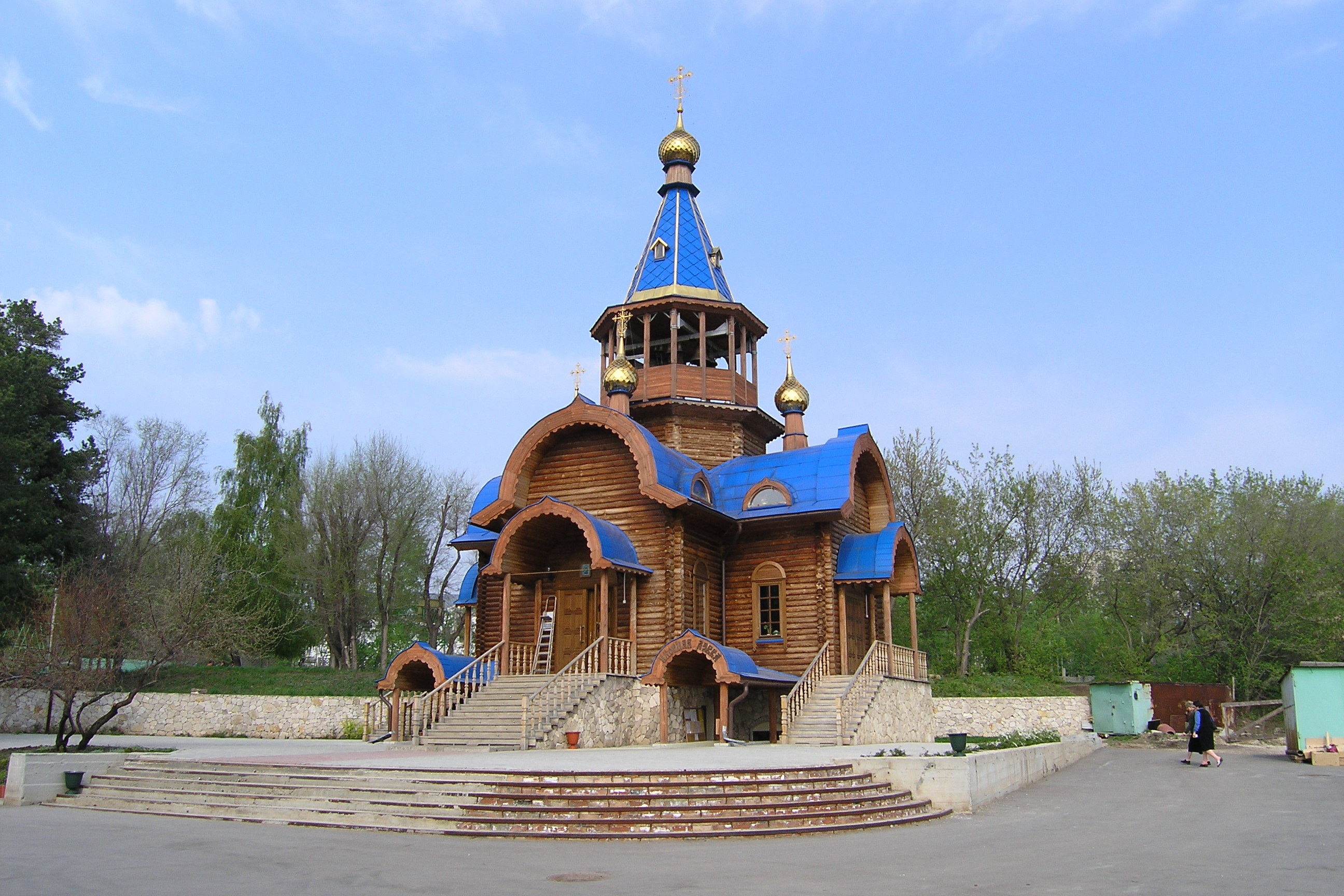
Die Mariä-Himmelfahrt-Kirche in Toljatti (2005)

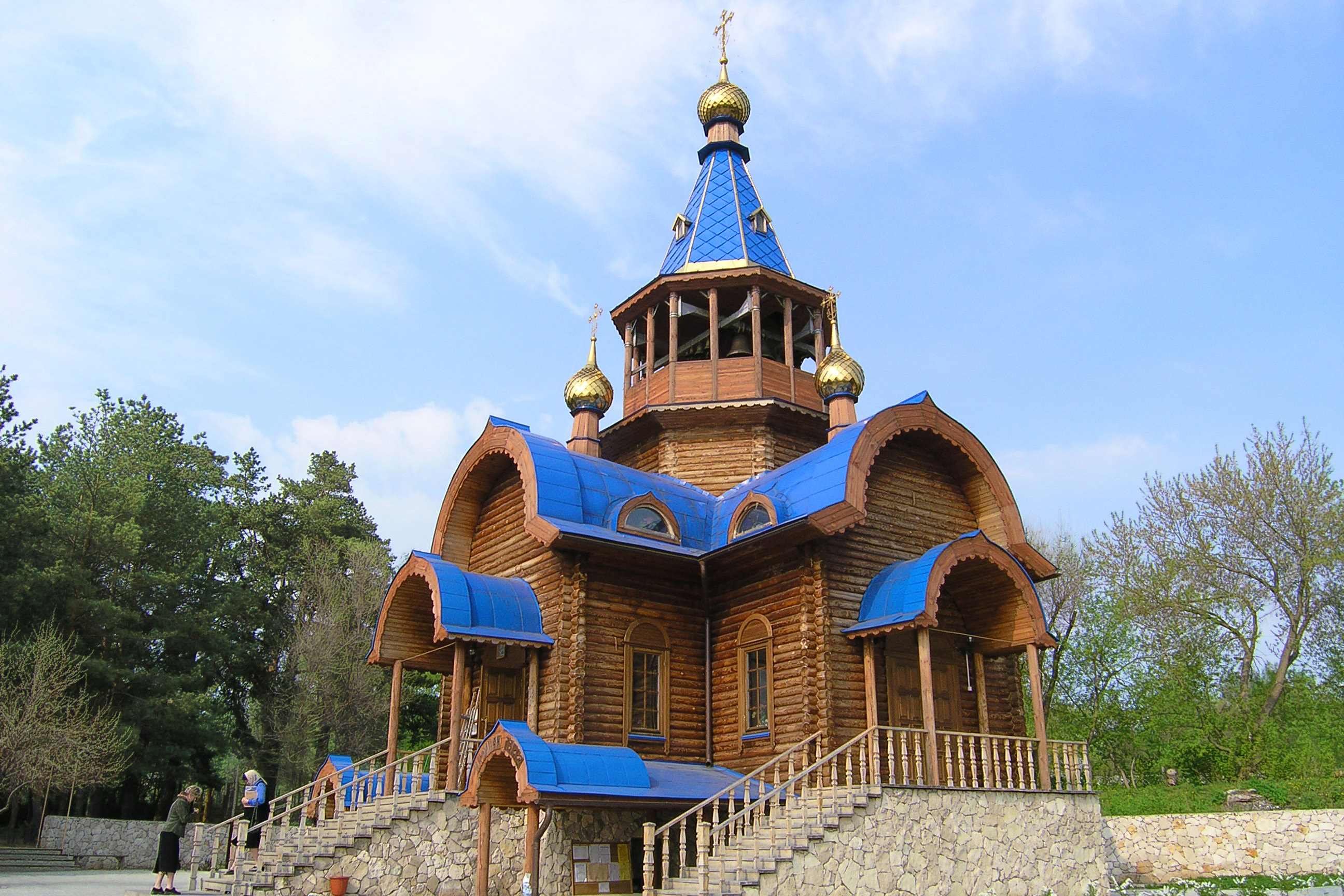
Die Mariä-Himmelfahrt-Kirche (2007)

Die Mariä-Himmelfahrt-Kirche (russisch Храм Успения Пресвятой Богородицы) ist eine russisch-orthodoxe Kirche in der Stadt Toljatti in Russland. Erbaut wurde die Mariä-Himmelfahrt-Kirche von 1998 bis 2000.

## Geschichte
Ein Vorgängerbau der heutigen Mariä-Himmelfahrt-Kirche entstand bereits kurz nach der Gründung von Toljatti. Diese Kirche bestand lange Zeit aus Holz und wurde später durch einen Bau aus Stein ersetzt. Im Jahr 1921 wurde der ganze Besitz der Kirche beschlagnahmt, um den Hungernden Bewohnern der Stadt zu helfen. Schließlich wurde die Kirche geschlossen und 1930 wurden die Glocken entfernt. Nach den Überschwemmungen von 1950 wurde die Kirche endgültig zerstört.
Am 28. August 1995 wurde am Ufer der Wolga auf dem zukünftigen Standort der Kirche ein Kreuz aufgestellt. Im Dezember 1998 begann der Bau der Kirche sowie einer Bibliothek einer Sonntagsschule, einer Werkstatt zur Ikonenmalerei und des Pfarrhauses.
Am 18. Juni 2000 fand der erste Gottesdienst in dem Kirchengebäude statt. Einen Monat später wurde unter Erzbischofs von Samara und Sysran die Hauptkuppel auf den Bau gehoben.
Die Weihe der Mariä-Himmelfahrt-Kirche fand am 28. August 2000 statt. Kurz vor Ostern wurden in der Kuppel neun Glocken angebracht.